# 서산 이씨
서산 이씨(瑞山李氏)는 충청남도 서산시를 본관으로 하는 한국의 성씨이다. 시조 이영모(李令謨)는 고려 때 금자광록대부(金紫光錄大夫)로 상서좌복야(尙書左僕射)를 지내고 부성(副城)군에 봉해졌다.

## 역사
시조 이영모(李令謨)는 고려 때 금자광록대부(金紫光錄大夫)로 상서좌복야(尙書左僕射)를 지내고 부성(副城)군에 봉해졌다. 부성은 서산시 일대의 옛 지명이다.

## 과거 급제자
서산 이씨는 조선시대 문과 급제자는 없고, 무과 급제자만 5명을 배출하였다.
무과
이맹(李孟) 이민수(李民秀) 이업선(李業先) 이정길(李楨吉) 이종남(李從男)
생원시
이만배(李萬培) 이증거(李曾擧)
진사시
이계언(李季彦) 이수강(李壽崗) 이정제(李貞濟) 이종상(李種相)

## 인물
- 이범석(李範錫) : 대통령 비서실 실장과 외무부 장관
- 이상현(李相賢, 1945년 ~ ) : 자민련 제15대 국회의원